# Torvosaurus gurneyi
Torvosaurus gurneyi es una especie del género extinto Torvosaurus (lagarto salvaje) de dinosaurio terópodo megalosáurido, que vivió a finales del período Jurásico, hace aproximadamente entre 155 y 148 millones de años, desde el Kimmeridgiense al Titoniense, en lo que hoy es Europa.

## Descripción

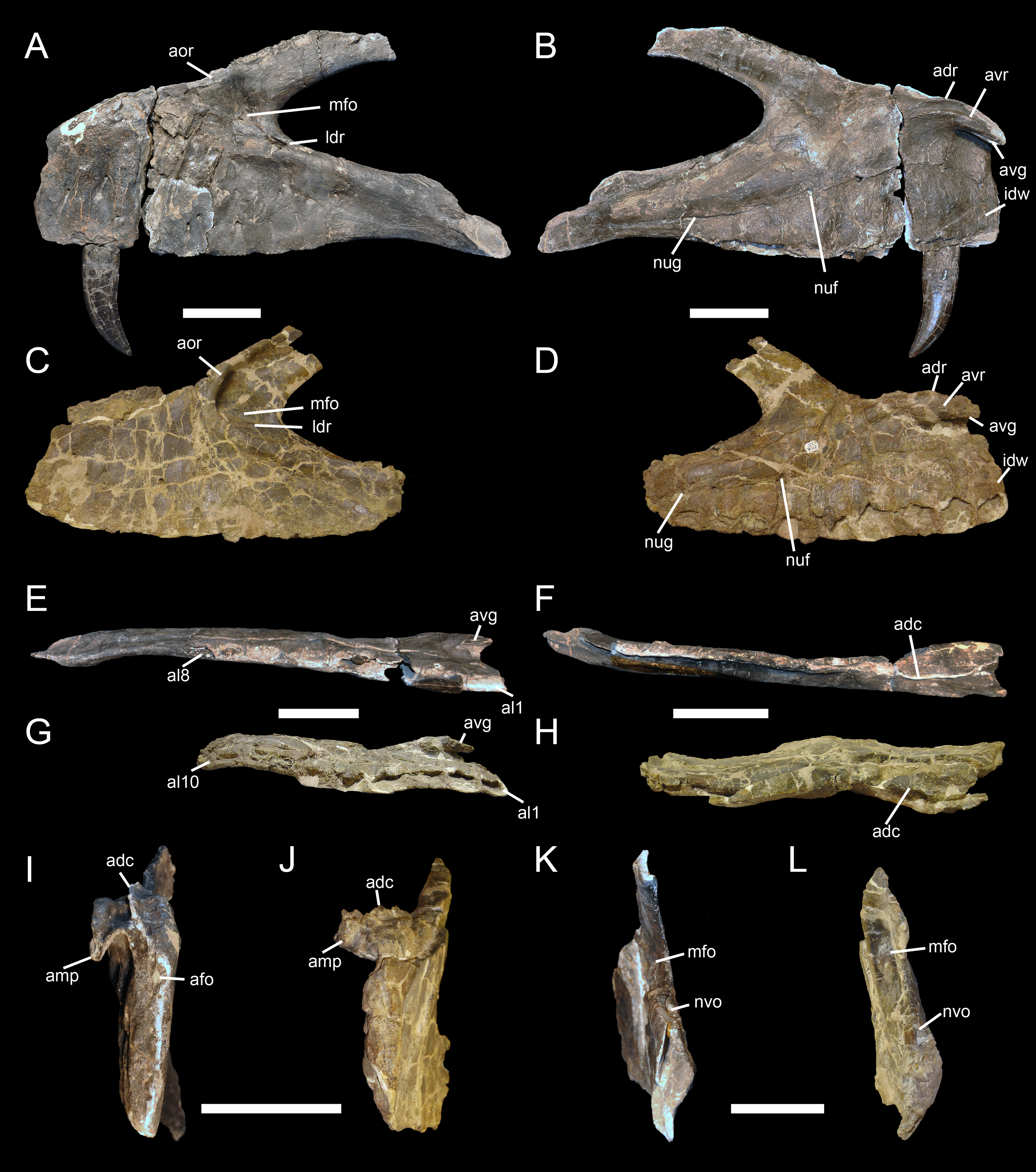
Maxilares de T. gurneyi y T. tanneri comparados.

Torvosaurus fue un enorme depredador, con una longitud corporal máxima estimada en 10 metros y una masa de 4 a 5 toneladas para T. gurneyi, Los especímenes de T. gurneyi de Portugal en un principio inspiraron mayores estimaciones de tamaño. En 2006 un extremo inferior de un fémur, el espécimen ML 632, fue referido a Torvosaurus sp. y luego a T. gurneyi. Este espécimen fue estimado inicialmente como perteneciente a un animal de 11 metros de largo. Su maxilar medía 63 centímetros, mucho más grande que el espécimen americano de 47 cm, que da una estimación para el cráneo de 88 cm. Basado en esto la estimación para el espécimen portugués es de un cráneo de 108 cm. Aplicando el método de extrapolación de J.F. Anderson, que correlaciona pesos de los mamíferos con su circunferencia del fémur, el resultado es un peso de 1930 kilogramos. No obstante, revisiones de las estimaciones realizadas en 2014 sugieren un tamaño total algo menor para este espécimen, de unos 10 metros. Entre los rasgos distintivos entre T. gurneyi y T. tanneri están el número de dientes y el tamaño y forma de la boca. Mientras que la mandíbula superior de T. tanneri tiene más de 11 dientes, y la de T. gurneyi menos.

## Descubrimiento e investigación
En 2000, material hallado en Portugal fue referido a Torvosaurus sp. por Octávio Mateus y Miguel Telles Antunes. En 2006 fósiles de la Formación Lourinhã portuguesa fueron referidos a Torvosaurus tanneri. Sin embargo, en 2012 Matthew Carrano et al. concluyeron que este material no se podía determinar con mayor precisión que a Torvosaurus sp. En 2013 y 2014 se reportaron huevos con y sin embriones de Portugal, referidos a Torvosaurus. La especie protuguesa se nombró T. gurneyi en homenaje a James Gurney, autor de Dinotopia, en 2014. Fue el carácter distintivo morfológico del maxilar holotipo ML1100 lo que llevó al nombre de la especie portuguesa. Es el mayor terópodo conocido de Europa, aunque una vértebra caudal anterior aislada de la Formación Vega en España, que puede pertenecer a Torvosaurus o un taxón estrechamente relacionado, es aproximadamente un 15% más grande que la encontrada en T. gurneyi. Además, los restos de un gran espinosáurido de la Formación Vectis en la Isla de Wight incluyen vértebras de tamaño comparable a las de Spinosaurus, lo que indica un animal que supera los 10 metros de longitud, lo que lo convertiría en el terópodo europeo más grande registrado. En 2017, se describió un conjunto de material craneal portugués asignado a Torvosaurus, incluido un espécimen interpretado como perteneciente al mismo individuo que el holotipo de Torvosaurus gurneyi.

## Paleobiología
En 2013, Araújo et al. anunciaron el descubrimiento del espécimen ML1188, una colección de huevos aplastados de dinosaurio y material de embriones atribuidos a Torvosaurus. Este descubrimiento da mayor apoyo a la idea de que los grandes dinosaurios terópodos eran ovíparos, lo que significa que depositaban huevos y por lo tanto el desarrollo embrional se producía por fuera del cuerpo de las hembras de dinosaurio. Este descubrimiento fue realizado en 2005 por el buscador de fósiles holandés aficionado Aart Walen, en la formación Lourinhã en el oeste de Portugal, en un banco de sedimentos fluviales que se considera que pertenecen a la etapa del Titoniense del período Jurásico, hace aproximadamente de 152 a 145 millones de años. Este descubrimiento es significativo paleontológicamente por varias razones. Primero son los embriones de dinosaurio más primitivos conocidos. Son los únicos embriones de terópodos basales conocidos. Los huevos y embriones fosilizados rara vez son hallados juntos. Representa la primera evidencia de una cáscara de huevo de una capa en los dinosaurios terópodos y permite a los investigadores vincular una nueva morfología de cáscaras de huevo con la osteología de un grupo particular de dinosaurios terópodos.

## Paleoecología

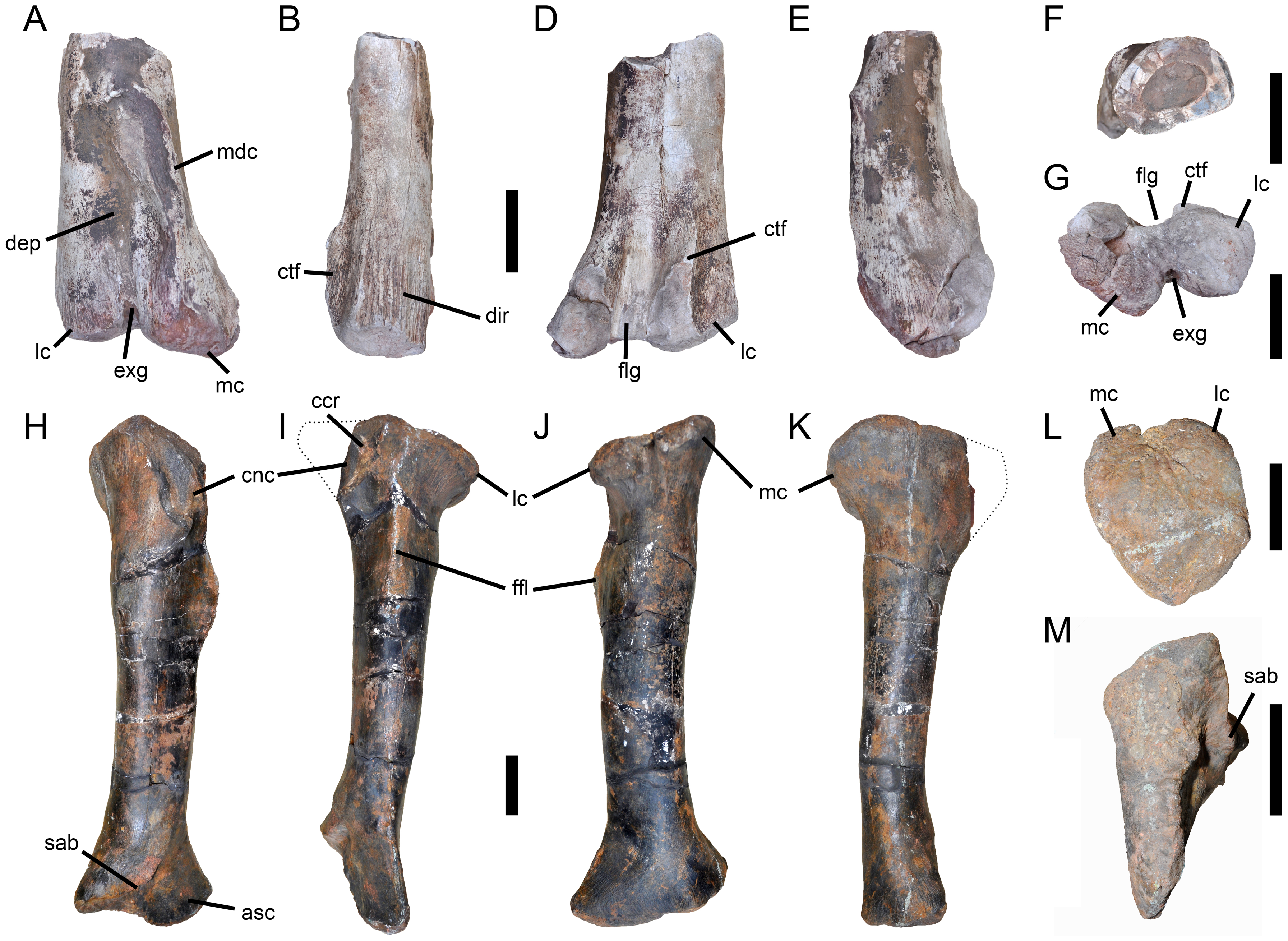
Fémur y tibia referidos a T. gurneyi.

La formación de Lourinhã también data del Kimmeridgiano-Titoniano. El ambiente era costero, y por lo tanto tenía una fuerte influencia marina. Su flora y fauna eran muy parecidas a las de Morrison. Torvosaurus parece haber sido el principal depredador aquí. Vivió junto a las especies europeas de Allosaurus (A. europaeus) y Ceratosaurus. El terópodo Lourinhanosaurus también residía en el área. Lusotitan era el mayor saurópodo en la región, junto a los diplodócidos Dinheirosaurus y Lourinhasaurus. Tanto Dacentrurus como Miragaia eran estegosaurios, mientras que Dracopelta era un anquilosaurio. Draconyx era un iguanodontiano emparentado con Camptosaurus. Debido a la influencia marina de la Formación Lourinhã, también se han hallado tiburones, tortugas plesioquelídidas y crocodiliformes teleosáuridos.

## En la cultura popular
Torvosaurus, ahora conocido como Torvosaurus gurneyi, fue representado por primera vez en la cultura popular en la serie Dinosaur Revolution. Aparece en el episodio "The Watering Hole", en castellano "El abrevadero" y se lo muestra como el principal depredador de la Formación Lourinhã, depredando a animales como Miragaia y Dinheirosaurus. El programa también lo muestra compitiendo con la forma europea de Allosaurus.